# Fernando Parrado
Fernando Seler Parrado (Nando Parrado, Montevideo, Uruguay, 1949. december 9. –) egyike annak a 16 embernek, akik túlélték az uruguayi légierő 571-es számú gépének 1972. október 13-i, az Andokban történt katasztrófáját; ő volt az egyik, idősebbik tagja annak a kétfős expedíciónak, amely tíz nap alatt lejutott a hegyek közül és 72 nap után hozzásegítette a többi túlélőt is a megmenekülésükhöz. Később rövid ideig autóversenyző, majd televíziós producer és motivációs tréner lett; világszerte számos előadáson beszélt azokról az élményekről, érzésekről és motivációkról, amelyek annak idején hozzásegítették a hegyen való életben maradáshoz és megmeneküléshez. Alakját az andoki szerencsétlenségről készült, Életben maradtak című filmben Ethan Hawke jelenítette meg.

## Az 1972. október 13-i légiszerencsétlenség
A montevideói Keresztény Öregfiúk Rögbiklub játékosai 1972 októberében barátságos mérkőzésre utaztak szurkolók, rokonok és mások társaságában Chile fővárosába, Santiagóba. Gépük, az uruguayi légierő 571-es számú, Fairchild típusú repülőgépe Argentínában már vesztegelt egy napot a hegyek közt uralkodó, rendkívül rossz időjárás miatt, 24 óránál tovább pedig idegen légierő gépe nem maradhatott az ország területén, emiatt a személyzetnek döntenie kellett, hogy visszafordulnak vagy megkísérlik az átrepülést az Andok fölött. Ez utóbbit választották, de a változatlanul rendkívül kedvezőtlen időjárás és feltehetőleg navigációs hiba miatt is, a gép a szárnyaival szikláknak ütközött, kettétört és lezuhant.
A zuhanást a gépen utazó 45 fő nagy része túlélte, de elszenvedett sérüléseikbe sokan belehaltak a következő napokban, másokat később egy lavina ölt meg, illetve szervezetük folyamatos legyengülése miatt haltak meg. A gép keresésére indított akciók kivétel nélkül eredménytelenek maradtak, senki sem talált rájuk, mígnem két túlélő – egyikük maga Parrado – gyötrelmes, tíz napos expedícióval lejutott a hegyek közül, ezzel elhozva a menekülést társaik, az összesen 16 túlélő számára is.
A baleset idején Parrado 23 éves egyetemi hallgató volt, és a Keresztény Öregfiúk Rögbiklub csapatának egyik játékosaként utazott a gépen. Az utazásra korábban rábeszélte Susana (Suzy) húgát és ukrán származású édesanyját is, ők ketten egymás mellett ültek. Eugenia Parrado a földet éréskor szörnyethalt, Susana súlyos belső sérüléseket szenvedett, amelyek miatt a hegyen töltött nyolcadik napon halt meg. Nando eredetileg egy ablak melletti helyen ült, de kevéssel a zuhanás előtt legjobb barátja, Panchito Abal arra kérte, hogy cseréljenek helyet. Ő talán ennek is köszönhette, hogy a zuhanás után életben maradt, mert az ő helyét elfoglalva Abal szintén szörnyethalt. A földet éréskor ő maga is igen súlyosan sérült meg, több napig kómában feküdt.
A zuhanást követően azok közé a túlélők közé tartozott, akik nem bíztak abban, hogy bármilyen mentőakció is rájuk találhat, ezért eltökélte, hogy saját erejükből kell kijutniuk. A gép magasságmérő műszereinek meghibásodása miatt, és mert a haldokló pilóták utolsó szavai arra utaltak, hogy már mélyen chilei területen lehetnek, elszántan képviselte azt az elvet, hogy annak az expedíciónak, amely megpróbál lejutni a hegyek közül, nyugat felé kell tartania, mert ott hamarosan eljuthatnak emberlakta vidékre. Valójában a zuhanás helye még argentínai területen volt, sokkal magasabban, mint ahogy azt a túlélők gyanították, és egy közeli, keletre induló völgyet követve egyszerűbben el tudtak volna jutni emberjárta vidékre.
Mivel a gép teljesen kietlen, sziklás-havas tájon zuhant le és az utastérben is minimális mennyiségű élelem volt, a túlélők idővel kénytelenek voltak úgy dönteni, hogy ha túl akarják élni balesetüket, akkor enniük kell elhunyt társaik húsából. Hosszú éhezés után ily módon kissé felerősödtek, de az első expedíciók így is eredménytelenek maradtak. Ezek egy részében Parrado is részt vett, majd az utolsó, tíz napos expedícióra is ő indult el december 12-én, Roberto Canessa orvostanhallgató csapattársával és egy harmadik túlélővel, aki két nap után közös megegyezéssel visszatért a roncshoz. Parrado és Canessa kétszemélyes expedíciója így tíz nap alatt jutott le a hegyek közül, nyugati irányban.
Parrado volt az egyetlen az összesen 16 túlélő közül, aki nemcsak barátait vesztette el, de két családtagja is belehalt a szerencsétlenségbe. Rajta kívül még egy túlélő volt, Javier Methol, akinek a felesége maradt a hegyek közt.

## Megmenekülésük után
Miután hazajutott, nem folytatta egyetemi tanulmányait, sokáig nem is tudott mit kezdeni gyötrelmesen visszaszerzett életével. Eleinte apjának vasáru-kereskedésében segített, majd kapcsolatba került az autóversenyzéssel, néhány éven keresztül maga is versenyzősködött. Amikor újra összetalálkozott korábbi baráti társaságának egy lánytagjával, a korábban még egy közeli barátjával járó Veronique Van Wassenhove-val, aki ezúttal már szabad volt, egymásba szerettek és rövidesen megházasodtak. Ezt követően felhagyott az autóversenyzéssel; egy időre visszatért apja cégéhez, amely akkor már kiterjedt üzlethálózatot működtetett, Graciela nővére és sógora bevonásával, majd apránként önálló vállalkozást épített ki feleségével. Családi cégük televíziós műsorok gyártási és produceri teendőit vállalta magára, ő maga idővel ismert televíziós személyiség lett Uruguayban.
Sok rábeszélésre, az 1990-es években kezdett motivációs célú előadásokat tartani, amelyeken főleg a saját sorsáról beszélt, arról, hogy milyen gondolatok, érzések, motivációk alakították ki és tartották meg benne azt a kitartást, hogy mindenáron kiszabaduljon abból a kilátástalan helyzetből, amelybe annak idején a gépük lezuhanásával került. Technikai tanácsadóként vett részt a megmenekülésük történetét feldolgozó 1993-as mozifilm, a Piers Paul Read könyve alapján készült Életben maradtak forgatásán, több dokumentumfilmben pedig saját magát alakította. 2006-ban könyvben is megjelentette visszaemlékezéseit, Vince Rause társszerzőségével, a Csoda az Andokban című kötetben saját nézőpontjából idézi fel az 1972-ben történteket, beszámolva benne arról is, hogy mi történt azóta a túlélőkkel.

## Fordítás
Ez a szócikk részben vagy egészben  a   Nando Parrado című angol Wikipédia-szócikk fordításán alapul.  Az eredeti cikk szerkesztőit annak laptörténete sorolja fel. Ez a jelzés csupán a megfogalmazás eredetét és a szerzői jogokat jelzi, nem szolgál a cikkben szereplő információk forrásmegjelöléseként.